# Шатурская волость
Шатурская волость — историческая административно-территориальная единица Владимирского уезда Замосковного края Московского царства. 
Располагалась по верховьям реки Поли, притока Клязьмы, смежная с Гуслицкой волостью Московского уезда в пределах позже созданного на этой территории Егорьевского уезда. Первое известие в духовной грамоте Ивана III.

## Населённые пункты
Деревня Симоново. В 1 версте от неё в 1705 году располагался погост Николая Чудотворца.